# ヌマワニ
ヌマワニ（沼鰐、Crocodylus palustris）はクロコダイル属に分類されるワニの一種。特定動物。

## 分布
イラン、インド、スリランカ、ネパール、パキスタン、バングラデシュ

## 形態
平均全長はオス3-3.5m、メス2-2.5m。最大全長5m、体重100kg-500kg。口吻は短く基部の1.3-1.5倍で、瘤や隆起はない。後頭鱗板は4-6枚で横一列に並ぶ。頸鱗板は4枚。体色は灰色で、黒い横縞が入る。
虹彩は青みがかった緑色。水かきは前肢では指の間の基部のみに、後肢では趾全体に発達している。
卵は長径8cm、短径4-5cm。孵化直後の幼体は25-30cm。

## 生態
主に池沼や流れの緩やかな河川や湖といった淡水の止水域に生息するが、汽水域で見られることもある。種小名palustrisは「沼を好む」の意。
食性は動物食で、魚類、爬虫類、鳥類、哺乳類、昆虫類、節足動物、甲殻類等を食べる。口吻が幅広く頑丈なため、成体は大型の獲物（シカやガウルなど）も捕食する。
繁殖形態は卵生。水辺の砂地に穴を掘り、2-4月に1回に25-30個の卵を産む。卵は50-60日で孵化する。

## 人間との関係
神聖な動物として、寺院で飼育されることもある。骨や内臓は薬用として、皮は革製品として利用される。
開発による生息地の破壊、漁業による混獲、皮や薬用目的の乱獲などにより生息数が激減した。生息地では法的に保護の対象とされている。しかしインドの一部では人工繁殖させた個体を再導入する試みが進められているが、生息地が消失しているため効果をあげていない。逆にスリランカでは特に保護策はとられていないが、生息地が国立公園に指定されおよび保全されているため生息数は安定しているとされる。